# Freigut Thallern

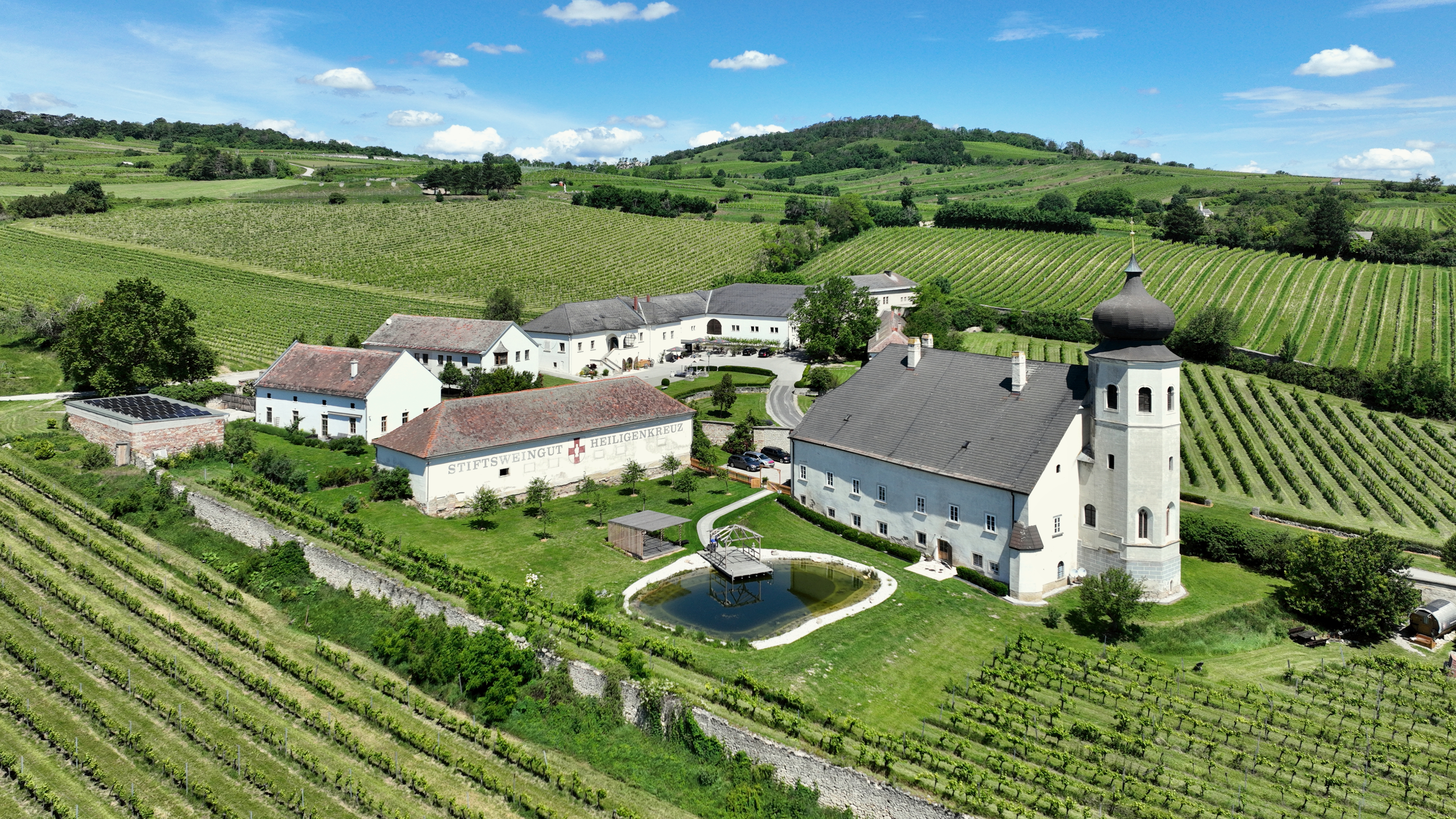
Freigut Thallern

Das Freigut Thallern, auch Stiftsweingut Heiligenkreuz, ist ein Weingut des Stiftes Heiligenkreuz im Ortsteil Thallern in der Marktgemeinde Gumpoldskirchen und liegt im Weinbaugebiet Thermenregion in Niederösterreich.

## Geschichte
Nordöstlich vom Weinort Gumpoldskirchen wurde ein Freigut von Markgraf Leopold IV. urkundlich im Jahre 1141 dem Stift Heiligenkreuz geschenkt. Das Stift errichtete daraufhin ein Gut, welches nach dem Vorbild des Weingutes in Clos de Vougeot bei Citeaux geplant wurde. Im 18. und 19. Jahrhundert lautete der Name Talling oder Thaling.

## Kapelle Hl. Johannes der Täufer
Das Freigut wird durch mehrere unregelmäßig angeordnete Gebäude gebildet. Kulturgeschichtlich am interessantesten ist das Gebäude mit dem markanten Kirchturm, das neben Hotelzimmern die Kapelle Hl. Johannes der Täufer samt einem geschnitzten Altar von Giovanni Giuliani enthält. Der Altar zeigt Christus an einem Rebenstock gekreuzigt. Im Hauptgebäude befinden sich Seminarräume sowie eine Vinothek. Weiters findet man Weinkeller und ein Gasthaus. Reste einer ehemaligen Wehrmauer sind noch vorhanden, und nach den Zerstörungen im Türkenkrieg 1683 wurden die Gebäude teilweise verändert.

## Heutige Nutzung
Das Freigut ist heute die zentrale Weinkellerei für alle Weingärten des Stiftes. Die alleinige Leitung übernahm 2010 der Winzer Erich Polz, welcher die gesamte Anlage langfristig pachtete und das Freigut als Tourismusprojekt revitalisiert. So wurde bereits die Gebietsvinothek Thermenregion eingerichtet und der Landgasthof, der bereits seit den 1950er-Jahren als "Backhenderlstation Thallern" bekannt war, als Restaurant weitergeführt.